# Paul Émile Berron
Ne doit pas être confondu avec Paul Émile Berton.
Paul Émile Berron, né le 9 décembre 1887 à La Petite-Pierre (alors dans l'Empire allemand, aujourd'hui Bas-Rhin) et mort le 16 avril 1970 à Auvernier (canton de Neuchâtel, Suisse), est un pasteur luthérien alsacien, d'abord allemand, puis français, qui fonda en 1922 à Strasbourg une association missionnaire protestante, l'Action chrétienne en Orient (ACO), désormais centenaire et toujours active.

## Biographie
Fils de Henri Berron (1856-1939), pasteur, et de Marie Caroline Krœner (1861-1946), Paul Émile Berron poursuit des études de théologie et de philosophie à l'université de Strasbourg entre 1906 et 1914, avec un intermède d'un an (1908-1909) dans celle de Halle-sur-Saale, qui fait aujourd'hui partie de l'université Martin-Luther de Halle-Wittemberg. Comme il s'en explique dans son autobiographie, cette expérience le conforte dans sa vocation de missionnaire, ressentie dès l'enfance en écoutant les sermons de son père devant la paroisse de Wolfskirchen. À Halle il a l'occasion de suivre un cours de missiologie, d'assister à des conférences, un séminaire, et en particulier de faire partie d'une association missionnaire estudiantine, qui lui inspire la création d'une organisation analogue à son retour en Alsace.
En parallèle, dans une perspective apologétique, il s'emploie à approfondir ses connaissances en théologie systématique et en philosophie.
À l'issue de ses études, il est successivement vicaire à Illkirch, à l'église Saint-Nicolas de Strasbourg (1912-1913) et à Goxwiller (1914), avant d'être ordonné en 1914. Dans l'intervalle il termine une thèse de doctorat en philosophie consacrée au philosophe laïque Jean-Marie Guyau, dont l'œuvre majeure, Esquisse d'une morale sans obligation ni sanction avait été remarquée par ses contemporains.
Paul Berron est alors fiancé à Madeleine Hey, fille du professeur P. Hey, élevée dans une famille cultivant l'amour des missions et dans laquelle François Coillard avait été reçu. Les deux jeunes gens commencent à envisager leur avenir dans ce sens. À l'été 1914, Paul Berron, toujours citoyen allemand, se prépare à partir à Alep (Syrie) avec le Deutscher Hilfsbund für christliches Liebeswerk im Orient de Francfort, bien déterminé à travailler en milieu musulman. Un grave problème de santé, puis le déclenchement de la guerre mettent fin à son projet. Il est alors nommé pasteur auxiliaire de l’établissement des Diaconesses de Strasbourg et aumônier des hôpitaux militaires,.
Le 29 février 1916, à Strasbourg, il épouse Madeleine Hey et le couple part en voyage de noces à Constantinople. À sa propre surprise, les autorités militaires lui accordent un congé pour la durée de la guerre, ce qui lui permet d'aller ouvrir des foyers pour les soldats allemands et autrichiens en Syrie, au Liban et en Palestine et d'en assurer la direction entre 1916 et 1919. Il part d'abord seul à Alep, sa femme le rejoignant quelques mois plus tard. C'est là qu'il découvre, d'abord indirectement, les réalités tragiques du génocide arménien et forme le projet de consacrer désormais sa vie aux Arméniens.
Dans l'intervalle l'Alsace est revenue à la France, la Syrie et le Liban sont passés sous mandat français et Paul Berron est désormais citoyen français, ce qui ne facilite pas ses relations avec les territoires ottomans. En juin 1919 il est contraint de rentrer à Strasbourg, où il étudie l'islam et la langue turque.
Le 6 décembre 1922 il fonde à Strasbourg l'Action chrétienne en Orient (ACO), une œuvre missionnaire alsacienne, avec des branches en Suisse et aux Pays-Bas. Dans un premier temps il s'agit avant tout de secourir les Arméniens persécutés et Paul Berron participera à la fondation des Églises évangéliques arméniennes de France, mais l'ACO s'engage aussi en Syrie, au Liban et en Algérie.
Parallèlement à ses voyages et actions liées à l'Orient, Paul Berron continue d'assurer un service pastoral (à l'exception de la période 1933-1939). Il est ainsi pasteur administrateur (1922-1925), puis pasteur à Graffenstaden (1925-1933) et à Hangviller (1939-1940). En 1940 Carl Maurer, président de l'Église luthérienne d'Alsace, le nomme au Temple Neuf de Strasbourg où il reste jusqu'à la fin de la guerre. Il est alors déplacé à Westhoffen (1945-1950).
Après sa retraite en 1950, il développe dans le quartier strasbourgeois de la Meinau — où la direction de l'ACO s'était installée en 1934 —, un service d’aide aux ouvriers immigrés nord-africains. Cependant, il continue à diriger l'œuvre jusqu'en 1961.
Paul Émile Berron et son épouse Madeleine ont quatre enfants : Paul-Ottfried (1918), Thomas (1920), Christophe (1922) et Béatrice (1926). Leur troisième fils devient pasteur ; la benjamine étudie la théologie et épouse un pasteur, Alfred Schwach,. Deux petits-fils deviennent également pasteurs.

## Publications

### Ouvrages
- L'action chrétienne en Orient : œuvre de secours et d'évangélisation en Syrie et en France, Neuilly, Éditions de la Cause, 1928, 16 p. (tiré à part d'un article paru dans l'Action protestante du 15 janvier 1928)
- Après les persécutions des chrétiens en Orient, Graffenstaden, 1929, 32 p.
- Souvenirs de journées sombres, Graffenstaden, Action chrétienne en Orient, 1930, 80 p.
- (de) Im Orient : Merkwürdiges und Denkwürdiges aus dem Morgenland, Strasbourg, Oberlin, 1950, 56 p.
- (de) (en collab. avec F. G. Goan, Kati Ostermann et Luise Ernst-Freund), Vom Islam zum Evangelium : Lebensgeschichten von Mohammedanern, die den Weg zu Christus fanden, Strasbourg, Oberlin, 1955, 64 p.
- (de) Missionsdienst im Orient und Okzident. Entstehung und Werdegang der Strassburger Morgenlandmission Action chrétienne en Orient, Strasbourg, Oberlin, 1957, 96 p.
- Une œuvre missionnaire en Orient et en Occident : origine et développement de l'Action chrétienne en Orient, Strasbourg, Oberlin, 1962 ?, 95 p. + pl., [lire en ligne] (autobiographie)
- Souvenirs des jours sombres : le génocide arménien : un pasteur alsacien témoigne (traduit de l'allemand par Francis Bezler, annoté par Francis Bezler et Cécile Bezler), Paris, L'Harmattan, 2015, 101 p.  (ISBN 978-2-343-06824-4)

### Articles
Nombreuses brochures et articles publiés, en français ou en allemand, dans son propre bulletin, Le Levant. Morgenland, créé en 1923, également dans un autre organe missionnaire, Der Sonnenaufgang, édité à Francfort entre 1898 et 1970 par Ernst Lohmann (de) (Deutscher Hilfsbund für christliches Liebeswerk im Orient).

### Sources audiovisuelles
- Paul Berron au secours des Arméniens (présentation de Thomas Wild à la Médiathèque protestante du Stift, 13 octobre 2022, 56 min 53 s)